# Ströms gård
Ströms gård är en gård vid sjön Fysingen i Norrsunda socken, Sigtuna kommun. Den äldsta och ursprungliga mangårdsbyggnaden är byggd i rödmålat timmer med brutet tak och kan härledas till 1700-talet. Gården ligger i ett strövområde i Rosersberg och omges av Fysingens naturreservat och fågelskyddsområde. Tidigare arrendatorer drev numera stängda Ströms Café i en av gårdens lador. P-plats vid Ströms gård är numera avstängd.

## Historik
Gården kan via skriftliga belägg härledas till medeltid (1164–1167). Strax norr om gården finns Nordians hög som visar att området varit residens för en lokal hövding eller småkung under järnåldern. Tillsammans med många andra byar och gårdar i områdena Norrsunda, Husby-Ärlinghundra och Odensala ingick Ström i en gemensam järnåldersbygd, så kallat land, eller Arland. Platsen är strategiskt mycket väl vald invid Stockholmsåsen och sjön Fysingen som under järnåldern och tidig medeltid var en del av en viktig vattenled från Östersjön via Edsviken och Rotebro och ut mot Skarven och Sigtunafjärden.